# Джабер (замок)
За́мок Джабер (араб. قلعة جعبر‎) — замок на левом берегу водохранилища Эль-Асад в мухафазе Ракка в Сирии. Он со всех сторон окружён водами водохранилища и с берегом его соединяет небольшая перемычка.
Существующие в настоящее время оборонительные сооружения замка были построены в 1168 году, хотя замок существовал и раньше. Замок был захвачен крестоносцами во время Первого крестового похода. Крестоносцы владели им полвека, пока в 1149 г. замок не перешёл под контроль Нур ад-Дин Махмуда.
Утверждается, что Сулейман Шах, дед Османа I, утонул в Ефрате около замка и был похоронен рядом с ним. В связи с этим в Анкарском договоре, заключённым между Францией и Турцией в 1921 г. оговорено, что могила Сулейман Шаха, а также сам замок, являются турецкой территорией и Турция имеет право содержать возле могилы почётный караул. В 1973 г. при создании водохранилища Эль-Ассад могила была перенесена на другое место (на север от замка), и сам замок был передан Сирии, в нём расположен музей. Почётный караул турецких войск, охраняющий место смерти Сулейман Шаха, остался в замке.